# Pomorze (gromada)
Pomorze – dawna gromada, czyli najmniejsza jednostka podziału terytorialnego Polskiej Rzeczypospolitej Ludowej w latach 1954–1972.
Gromady, z gromadzkimi radami narodowymi (GRN) jako organami władzy najniższego stopnia na wsi, funkcjonowały od reformy reorganizującej administrację wiejską przeprowadzonej jesienią 1954 do momentu ich zniesienia z dniem 1 stycznia 1973, tym samym wypierając organizację gminną w latach 1954–1972.
Gromadę Pomorze z siedzibą GRN w Pomorzu utworzono – jako jedną z 8759 gromad na obszarze Polski – w powiecie ciechanowskim w woj. warszawskim, na mocy uchwały nr VI/10/1/54 WRN w Warszawie z dnia 5 października 1954. W skład jednostki weszły obszary dotychczasowych gromad Chrzanówek, Pomorze i Władysławów oraz część obszaru dotychczasowej gromady Elżbiecin o powierzchni 207 ha (której północna granica przebiega na wschód drogą polną od drogi Pomorze-Opinogóra Górna, a pozostałe granice po granicach gromady Elżbiecin w kierunku południowym) ze zniesionej gminy Opinogóra, a także obszary dotychczasowych gromad Rzeczki i Grędzice ze zniesionej gminy Sońsk, w tymże powiecie. Dla gromady ustalono 11 członków gromadzkiej rady narodowej.
31 grudnia 1961 gromadę zniesiono, włączając jej obszar do nowo utworzonej gromady Gostkowo w tymże powiecie.